# Cell (процесор)
Cell — мікропроцесорна архітектура, спільно розроблена Sony, Toshiba, а також IBM, які створили альянс, відомий як «STI». Розробка архітектури і перші прототипи були створені в STI Design Center за чотирирічний період з початку березня 2001 року з бюджетом, який, за заявою IBM, становить приблизно 400 мільйонів доларів США. Повна назва архітектури: Cell Broadband Engine Architecture, також скорочується як CBEA, або в деяких випадках, Cell BE. Cell поєднує ядро загального призначення архітектури POWER з сопроцесорами, які значно прискорюють обробку мультимедіа і векторних обчислень.
Перше комерційне застосування процесора Cell відбулося в ігровій консолі Sony PlayStation 3. Toshiba використовує Cell у своїх домашніх HDTV-кінотеатрах. Екзотичні можливості (пам'ять XDR і шина EIB) позиціюють Cell для майбутніх додатків в супер обчислювальному просторі, які можуть використовувати всю потужність процесора в обчисленнях з рухомою комою. IBM оголосила про плани використання процесорів Cell як додаткових карт в мейнфреймах IBM System z9, для можливості використання цих машин як серверів для MMORPG.
Архітектура Cell використовує нову технологію когерентності пам'яті, на яку IBM зареєструвала велику кількість патентів. Ця технологія ставить акцент на високу продуктивність в перерахунку на один ват споживаної потужності. Пропускна здатність пам'яті пріоритетна порівняно з латентністю, а пікова пропускна здатність ядра важливіше простоти машинного коду. Через це Cell вважається складною платформою для розробки програм. Тому IBM надає комплексну платформу розробника, засновану на Linux, для допомоги розробникам у подоланні цих складнощів. Основною проблемою залишається адаптація наявного програмного забезпечення під архітектуру Cell. Незважаючи на всі складнощі, дослідження показали, що Cell дає перевагу в деяких типах наукових обчислень.
В листопаді 2006 року Дейвід Бейдер з Технічного університету Джорджії був обраний директором експертного центру процесорів Cell STI. Мета цього центру — створення спільноти Cell-програмістів і розширення підтримки Cell з боку індустрії.

## Історія
У 2000 році Sony Computer Entertainment, Toshiba Corporation і IBM об'єдналися для розробки і виробництва процесора Cell. Це об'єднання стало відомо як STI. Центр розробки STI відкрився в березні 2001 року. Розробка тривала чотири роки, в ній брали участь понад 400 інженерів з трьох компаній за підтримки 11 центрів розробки IBM.
За час розробки IBM зареєструвала велику кількість різних патентів, що відносяться до архітектури, процесу виготовлення та програмування Cell. Рання версія патенту включала в себе опис розроблюваного процесора, що складається з чотирьох «обчислювальних елементів», що складаються, у свою чергу, з восьми блоків арифметичної обробки кожен.
В остаточній версії процесор називається Cell Broadband Engine (Cell BE), містить 1 блок «POWERtm Processing Element» (PPE) і 8 блоків «Synergistic Processing Element» (SPE). PPE має RISC архітектуру POWERtm і призначений для роботи операційної системи, а також координації роботи SPE. Останні є векторними процесорами архітектури SIMD. На частоті 3.2 Ггц кожен SPE має теоретичну продуктивність 25.6 GFlops, а 8 SPE дозволяють досягати 200 GFlops. Незважаючи на те що номінальна частота процесора 4 ГГц, його коректна робота можлива на частотах аж до 5,6 ГГц.
Спочатку для виробництва процесора використовувалася 90нм технологія КНС (SOI), але в березні 2007 року IBM оголосила про запуск виробництва Cell по 65нм технології на своєму заводі в Східному Фішкіллі, штат Нью-Йорк, США І в лютому 2008 IBM заявила, що буде виробляти Cell за технологією 45 нанометрів.
Наступне розвиток процесора — покоління PowerXCell 32iv, випуск якого був запланований на 2010 рік. Кількість PPE-елементів у ньому збільшено в 2 рази, а SPE — в 4, вироблятися він буде по техпроцесу 45 нм SOI (кремній на ізоляторі).
Однак у листопаді 2009 року, офіційні представники IBM заявили, що розробка нового покоління процесорів Cell з 32 SPE-елементами, припинена. Але це не означає, що розвиток інших, майбутніх продуктів сімейства Cell зупинено.
Разом з цим, Sony офіційно заявила, що Playstation 4 не буде до 2016–2018 року», проте повідомлення, що просочилися з штаб-квартири в Японії, свідчать про протилежне. Генеральний директор корпорації Говард Стрінгер, заявив, що Sony буде направляти більше фінансування ігровому підрозділу, незважаючи на всесвітню кризову ситуацію.

## Комерційне використання
У травні 2005 року було заявлено про використання Cell в ігрових приставках Sony Playstation 3. Робоча частота була знижена до 3,2 ГГц, а кількість доступних SPE ядер — до 6 (одне ядро зарезервовано для потреб ОС, і ще одне заблоковано для підвищення виходу робочих процесорів, і таким чином вдалося істотно знизити ціну). Ці процесори вироблялися по 90 нм технології.
Восени 2006 року компанія IBM випустила блейд-сервер QS20, обладнаний двома процесорами Cell BE. Модулі QS22, обладнані двома процесорами PowerXCell 8i (модифікована версія Cell BE з апаратною підтримкою обчислень подвійної точності), використовуються в суперкомп'ютері IBM Roadrunner.
На базі процесора Cell був розроблений спрощений процесор SpursEngine фірми Toshiba для виконання мультимедійних завдань, таких, як кодування відеопотоку AVCHD.

## Технічні характеристики
- Теоретична продуктивність 218 GFlops
- 90 нм технологічний процес
- 234 млн. транзисторів
- 221 мм²
- частота 3,2—5,6 ГГц
- Напруга 0,9-1,3 В
- тепловиділення: 80 Вт на частоті 4 ГГц, (напруга живлення 1,1 В); 180 Вт на частоті 5,3 ГГц, (напруга 1,3 В)
- Корпус BGA 42,5 × 42,5 мм
- 1236 контактів
- Міжпроцесорна шина Flex I/O 32 ГБ/с на введення, 44,8 ГБ/с на виведення.
- інтегрований двоканальний контролер пам'яті XDR RAM 25 ГБ/с.

Випускається[коли?] процесор третьої ревізії — виготовлення йде по 45 нм техпроцесу. PPE складається з двох процесорних ядер, підтримує набір команд AltiVec, кеш-пам'ять 1-го рівня 64 КБ, кеш-пам'ять 2-го рівня 512 КБ, 11-стадійний конвеєр. SPE 21 млн транзисторів, 256 КБ локальної пам'яті, контролер DMA.